# Boda

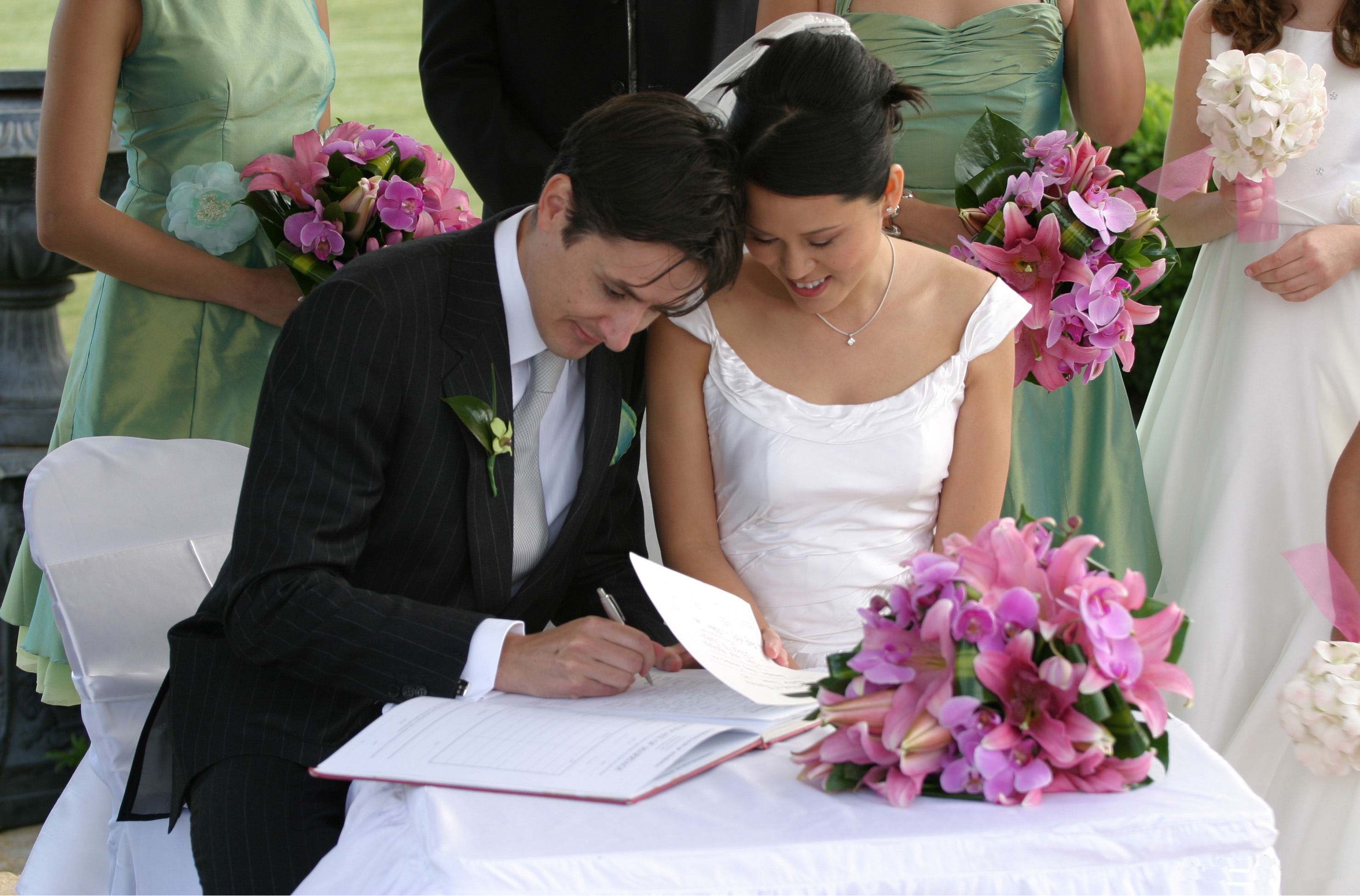
Os noivos assinam o registro civil.

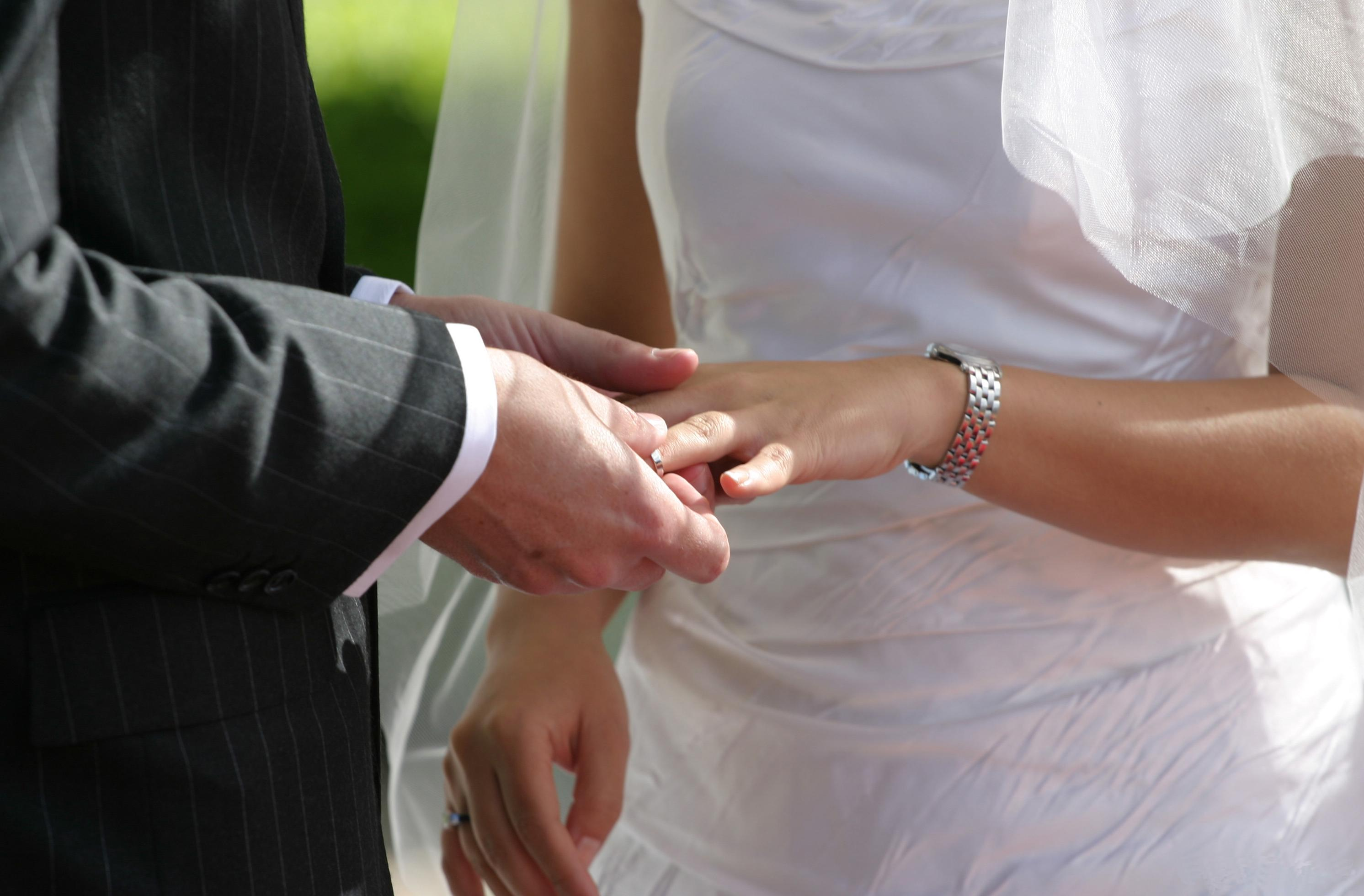
Troca de anéis entre os noivos.

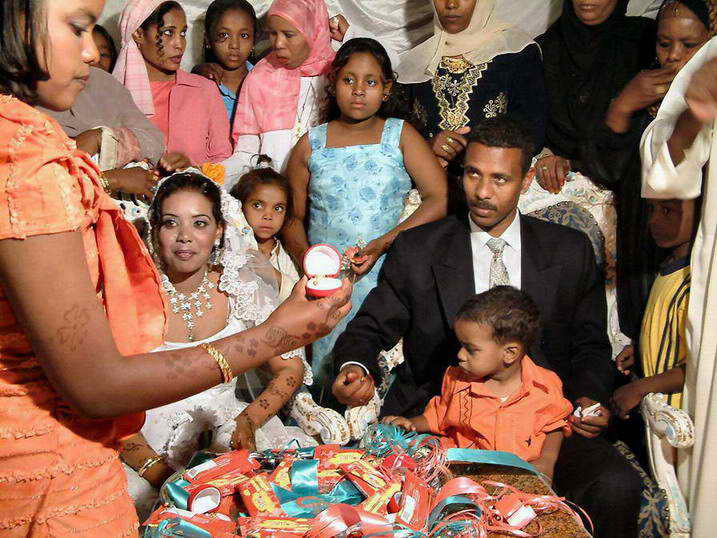
Uma boda núbia (com alguns toques modernos) em Assuão, Egito.

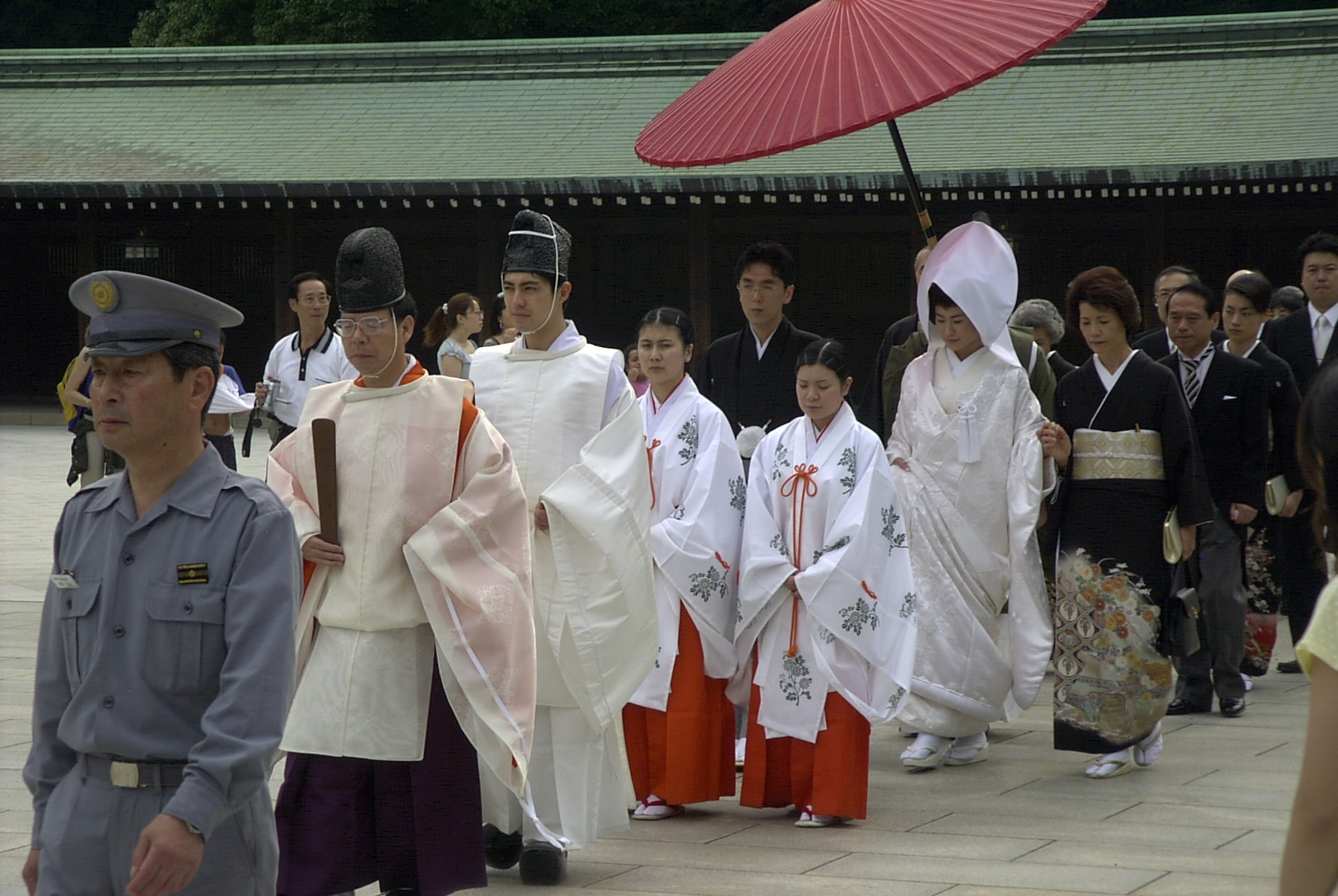
Festa de casamento tradicional xintoísta no Santuário Meiji, em Shibuya, Tóquio, Japão

Boda é a celebração, civil ou religiosa, do casamento. É costume designar o nome de algo que seja precioso (como pedras, minerais, árvores) para cada ano ou mês completado.
O termo boda tem sua origem no latim "vota" que significa "promessa". Boda é uma celebração de casamento, o nome é mais usado no plural: bodas e se refere aos votos matrimoniais, feitos no dia do casamento. Para cada ano de bodas existe um material que representa a nova etapa, e já é uma celebração tradicional na cultura ocidental comemorar o aniversário de bodas.
A tradição das bodas surgiu na Alemanha, onde era costume de pequenos povoados, oferecer uma coroa de prata aos casais que fizessem 25 anos de casados, e uma de ouro aos que chegassem aos 50. Então, com o passar dos séculos, foram criadas outras simbologias para os anos seguintes, e quanto mais tempo de casado, maior é a importância do material, que vai do mais frágil ao mais resistente.
Além dos nomes das bodas de casamento, também é possível encontrar listas com nomes de bodas de namoro, para comemoração dos meses e anos. É importante referir que as listas não são oficiais, e por isso muitas vezes há diferenças na designação de algumas bodas.